# 慈明寺 (橿原市)
慈明寺（じみょうじ）は、奈良県橿原市の畝傍山（慈明寺山）にある曹洞宗の仏教寺院。山号は雲飛山。
この付近は安土桃山時代の奈良大和郡山藩主・慈明寺順国（筒井順国とも。筒井氏の祖）の出身地でもある。